# Мартин фон Рехберг-Шварценберг
Мартин фон Рехберг-Шварценберг (на немски: Martin von Rechberg, Herr zu Schwarzenberg; † 14 май 1534) от благородническия швабски род Рехберг, е господар на Шварценберг при Валдкирх в Баден-Вюртемберг.

## Биография
Той е син на Хайнрих фон Рехберг-Шварценберг († 21 март 1503) и съпругата му Аделхайд фон Шварценберг, дъщеря на Ханс Вернер фон Шварценберг († 26 април 1459) и Беатрикс фон Геролдсек († 31 юли 1458), дъщеря на Валтер VIII фон Геролдсек († сл. 1432) и Елизабет фон Лихтенберг († сл. 1427).
Баща му Хайнрих фон Рехберг получава през 1465 г., чрез съпругата му Аделхайд, останалите собствености на Шварценбергите, понеже нейният брат Симон фон Шварценбер се смята за изчезнал.
През 1503 г. Мартин фон Рехберг наследява баща си. Той е наследен през 1540 г. от синът му Ханс Лудвг фон Рехберг. След смъртта на Ханс Лудвиг през 1542 г. Себастиан фон Ехинген купува имотите през 1546 г. Себастиан е намушкан от синът му през 1559 г. по време на сватбата на дъщеря му. След това през 1560 г. Ханс Рафаел фон Райшах получава господството Шварценберг. През 1567 г. ерцхерцог Фердинанд II фон Тирол поема задълженото господство Шварценберг.
Родът Рехберг е издигнат през 1577 г. на фрайхерен, а през 1607 г. на графове.

## Фамилия
Мартин фон Рехберг-Шварценберг се жени пр. 22 ноември 1511 г. за графиня Агата д'Арко († 1523), вдовица на граф Георг I фон Тюбинген-Лихтенек († 1507), дъщеря на граф Андрея д’Арко († 1507/1509) и Барбара Мартиненго († 1493). Те имат пет деца:
- Барбара фон Рехберг (* 1512; † 2 юни 1555), омъжена за Йорг фон Хасланг цу Хаслангкройт († 23 март 1565)
- Урсула фон Рехберг (* 1514; † 1565, Елцах), господарка на Шварценберг, омъжена пр. 1534 г. за Себастиан фон Ехинген († сл. 1559), господар на Шварценберг (1545)
- Агата фон Рехберг, омъжена за фрайхер Карл фон Найдек († сл. 1545)
- Ханс Лудвиг фон Рехберг († 23 март 1542, Аугсбург), господар на Шварценберг (fl. 1520)
- Анна фон Рехберг, омъжена за Ахац фон Лайминг цу Щраубинг († 1568)